# KAZ Minerals

Ehemaliges Logo von Kazakhmys

KAZ Minerals PLC (bis Oktober 2014 Kazakhmys) ist ein kasachisches Bergbauunternehmen mit Sitz in London, das überwiegend Kupfer fördert. 
Die Hauptwerke befinden sich in Kasachstan. Die Hauptgeschäftsstelle seiner wichtigsten Tochtergesellschaft, Kazakhmys Corporation, liegt in Schesqasghan, Kasachstan. 
Im August 2014 verzeichnete das Unternehmen an der Londoner Börse eine Marktkapitalisation von 2,3 Milliarden US-Dollar. Größter Anteilseigner des Unternehmens ist der Milliardär Wladimir Kim. Im Mai 2021 wurden die Aktien von KAZ Minerals an der Londoner und der kasachischen Börse delisted, nachdem das Unternehmen vollständig von Nova Resources B.V., einem Konsortium unter der Leitung von Wladimir Kim und Oleg Nowatschuk, übernommen worden war.
Zwischen 2004 und 2013 gehörte die MKM Mansfelder Kupfer und Messing GmbH in Hettstedt, ein Hersteller von Vorprodukten und Halbzeugen aus Kupfer und Kupferlegierungen zu Kazakhmys.
KAZ Minerals hat über seine Tochtergesellschaft GDK Baimskaya ein Tagebauprojekt für Kupfer (und Gold) im Nordosten Russlands, Bezirk Bilibinskiy, Tschukotka, entwickelt. Die damit verbundene Infrastruktur umfasst eine mehr als 400 km lange Straße zu einem neuen Hafen am Kap Nagleynyn. Der Strom soll aus schwimmenden Atomkraftwerken im Hafen kommen, die nach dem voraussichtlichen Ende der Lebensdauer des Tagebaus in mehr als 20 Jahren an einen anderen Ort verlegt und wiederverwendet werden könnten.

## Bergwerke
KAZ Minerals fokussiert sich auf die Kupferproduktion und betreibt die folgenden Bergwerke (mit Ausnahme der Bergwerke in Ostkasachstan handelt es sich um Tagebaue):
- Kasachstan
  - Bozshakol
  - Aqtoghai
  - Drei Bergwerke und zwei Aufbereitungen in Ostkasachstan
    - Orlowski
    - Irtyschski
    - Artjomjewski
    - Orlovsky-Aufbereitung
    - Nikolajewski-Aufbereitung
- Kirgisistan
  - Bosymtschak
- Russland
  - Baimskaja (zukünftiges Wachstumsprojekt)